# Troglohyphantes cruentus
Espèce
Troglohyphantes cruentus est une espèce d'araignées aranéomorphes de la famille des Linyphiidae.

## Distribution
Cette espèce est endémique de Slovénie.

## Description
Le mâle décrit par Deeleman-Reinhold en 1978 mesure 2,93 mm.

## Publication originale
- Brignoli, 1971 : Contributo alla conoscenza dei ragni cavernicoli della Jugoslavia. Fragmenta Entomologica, vol. 7, p. 103-119.